# Iglesia de Carelmapu
La Iglesia de Carelmapu (mapudungun, Carelmapu: Tierra Verde) fue un templo católico, ubicado en el pueblo de Carelmapu, en la comuna chilena de Maullín, en la X Región de Los Lagos y a 85 km de Puerto Montt. Su diseño y construcción fue obra del sacerdote chileno Juan Lorenzo Elgueta Pacheco. Aunque era una iglesia de madera concorde al estilo arquitectónico chilote, no se consideró parte del grupo de 16 iglesias de madera de Chiloé reconocidas como patrimonio de la humanidad por la Unesco, si bien al igual que los demás templos mencionados en el grupo es un monumento nacional. La parroquia forma parte de la Arquidiócesis de Puerto Montt.

## Historia
Las obras de construcción de esta iglesia se desarrollaron entre los años 1914 y 1922, y fue un punto de reunión para los devotos de la Virgen de la Candelaria en la zona. Su pésimo estado de conservación llevó a que fuese cerrada el año 2008, por el peligro de derrumbe, necesitando alrededor de US$ 1.000.000 para su restauración .Un proyecto de restauración fue aprobado por el Consejo de Monumentos Nacionales en 2013, el cual fue complementado en 2022 por el Ministerio de Obras Públicas.
Tras casi 16 años cerrada y aún sin iniciarse el proceso de restauración, fue destruida en su totalidad en un incendio ocurrido en la mañana del 16 de enero de 2024. Tras el siniestro se evaluó la continuidad del proyecto de restauración existente y la viabilidad de reconstruir el templo replicando su estructura original. Finalmente, el Consejo de Monumentos Nacionales de Chile aprobó y autorizó continuar con el proyecto, ya que tras el siniestro se conservaron algunas piezas rescatables.
La licitación del proyecto de restauración del templo está prevista para el segundo semestre de 2024, mientras que el inicio de la construcción se proyecta para 2025.